# Annemarie Lazar
Annemarie Lazar (* 17. April 2002) ist eine deutsche Tennisspielerin.

## Karriere
Lazar spielt bislang vor allem auf der ITF Juniors Tour und der ITF Women’s World Tennis Tour, wo sie bisher einen Titel im Doppel gewinnen konnte.
2019 wurde Lazar in Düsseldorf Bezirksmeiserin der U18 des Bezirks 3 im Tennis-Verband Niederrhein.
2022 startete sie gemeinsam mit Partnerin Sonja Zhiyenbayeva im Doppel der mit 100.000 US-Dollar dotierten Reinert Open, wo die beiden in der ersten Runde gegen Carolina Alves und Gabriela Cé mit 3:6 und 1:6 verloren. Eine Woche später erhielten die beiden eine Wildcard für das Hauptfeld im Doppel bei den Schönbusch Open, mussten sich aber ebenfalls bereits in der ersten Runde der an Position zwei gesetzten Paarung Mona Barthel und Sinja Kraus mit 0:6 und 0:6 geschlagen geben. Bei den Leipzig Open im August trat sie mit Partnerin Sem Hazes an. Die beiden verloren ihr Auftaktmatch gegen die topgesetzten Jesika Malečková und Diāna Marcinkēviča mit 1:6 und 1:6.
2024 erreichte Lazar mit ihrer Partnerin Aleksandra Zuchańska im Juli das Finale im Doppel des W15 ITF-Turniers in Grodzisk Mazowiecki, das die beiden gegen Eliz Maloney und Aneta Laboutková mit 1:6, 6:3 und [3:10] verloren. Im August trat sie an der Seite von Marija Berhen im Doppel der Śląskie Open an, wo die beiden in der ersten Runde gegen Nika Radišić und Renata Voráčová mit 3:6, 6:4 und [5:10] verloren. Im Oktober trat sie mit Partnerin Stefana Lazar im Doppel der W50 Kayseri an, verloren aber ebenfalls bereits ihre Erstrundenbegegnung gegen Berfu Cengiz und Raluca Șerban mit 60, 1:6 und [7:10].
2025 gewann sie im April ihren ersten ITF-Doppeltitel.
Sie ist Mitglied des Rochusclub Düsseldorf und tritt dort für die 1. Damenmannschaft an.

## Turniersiege

### Doppel
| Nr. | Datum         | Turnier | Kategorie | Belag | Partnerin | Finalgegnerinnen        | Ergebnis  |
| --- | ------------- | ------- | --------- | ----- | --------- | ----------------------- | --------- |
| 1.  | 5. April 2025 | Antalya | ITF W15   | Sand  | Xu Shilin | Selina Atay Melis Sezer | 7:62, 7:5 |